# Tyler Flowers
Pour les articles homonymes, voir Flowers.
Cole Tyler Flowers (né le 24 janvier 1986 à Roswell en Géorgie, États-Unis) est un receveur des Braves d'Atlanta de la Ligue majeure de baseball.

## Carrière
Après des études secondaires à la Blessed Trinity High School de Marietta (Géorgie), Tyler Flowers rejoint le Chipola College à Marianna (Floride). Il est repêché en juin 2005 par les Braves d'Atlanta.
Après trois saisons en Ligues mineures au sein de l'organisation des Braves, Tyler est transféré chez les White Sox de Chicago le 4 décembre 2008. Il commence la saison 2009 en Double-A avec les Barons de Birmingham, puis est promu en Triple-A chez les Knights de Charlotte avant d'effectuer ses débuts en Ligue majeure le 3 septembre 2009.
Il ne fait que huit apparitions en Ligue majeure en 2010 se contentant d'évoluer principalement en Triple-A à Charlotte. Il joue 100 matchs avec les Knights en 2010.
Flowers dispute 38 parties avec les Sox en 2011, frappe 5 circuits et récolte 16 points produits. Il réussit son premier circuit dans le baseball majeur le 13 août aux dépens du lanceur Luke Hochevar des Royals de Kansas City.
Joueur des White Sox de 2009 à 2015, Flowers frappe dans une moyenne au bâton de ,223 en 7 saisons, avec un total de 46 circuits et 142 points produits. Substitut d’A. J. Pierzynski jusqu’en 2012, il est le receveur principal des White Sox à partir de la saison 2013.
Le 16 décembre 2015, Flowers signe avec les Braves d'Atlanta un contrat de 5,3 millions de dollars pour deux saisons.

## Statistiques
| Saison | Équipe     | G   | AB   | R   | H   | 2B | 3B | HR | RBI | SB | BA   |
| ------ | ---------- | --- | ---- | --- | --- | -- | -- | -- | --- | -- | ---- |
| 2009   | Chicago WS | 10  | 16   | 3   | 3   | 1  | 0  | 0  | 0   | 0  | .188 |
| 2010   | Chicago WS | 8   | 11   | 2   | 1   | 0  | 0  | 0  | 0   | 0  | .091 |
| 2011   | Chicago WS | 38  | 110  | 13  | 23  | 5  | 1  | 5  | 16  | 0  | .209 |
| 2012   | Chicago WS | 52  | 136  | 19  | 29  | 6  | 0  | 7  | 13  | 2  | .213 |
| 2013   | Chicago WS | 84  | 256  | 24  | 50  | 11 | 0  | 10 | 24  | 0  | .195 |
| 2014   | Chicago WS | 127 | 407  | 42  | 98  | 16 | 1  | 15 | 50  | 0  | .241 |
| 2015   | Chicago WS | 112 | 331  | 21  | 79  | 12 | 0  | 9  | 39  | 0  | .239 |
| 2016   | Atlanta    | 83  | 281  | 27  | 76  | 18 | 0  | 8  | 41  | 0  | .270 |
| 2017   | Atlanta    | 99  | 317  | 41  | 89  | 16 | 0  | 12 | 49  | 0  | .281 |
| 2018   | Atlanta    | 82  | 251  | 34  | 57  | 9  | 0  | 8  | 30  | 0  | .227 |
| Totaux | Totaux     | 695 | 2116 | 226 | 505 | 94 | 2  | 74 | 262 | 2  | .239 |

Note : G = Matches joués ; AB = Passages au bâton; R = Points ; H = Coups sûrs ; 2B = Doubles ; 3B = Triples ; 
HR = Coup de circuit ; RBI = Points produits ; SB = Buts volés ; BA = Moyenne au bâton.